# Архитектура Техаса
Архитектура американского штата Техас подверглась влиянию самых разных стилей. Многие здания штата отражают испанские и мексиканские корни Техаса. Кроме того, велико влияние юга США, равно как и юго-запада. Быстрый экономический рост начиная с середины XX века привёл к широкому разнообразию архитектурного облика современных зданий.

## Традиционная архитектура

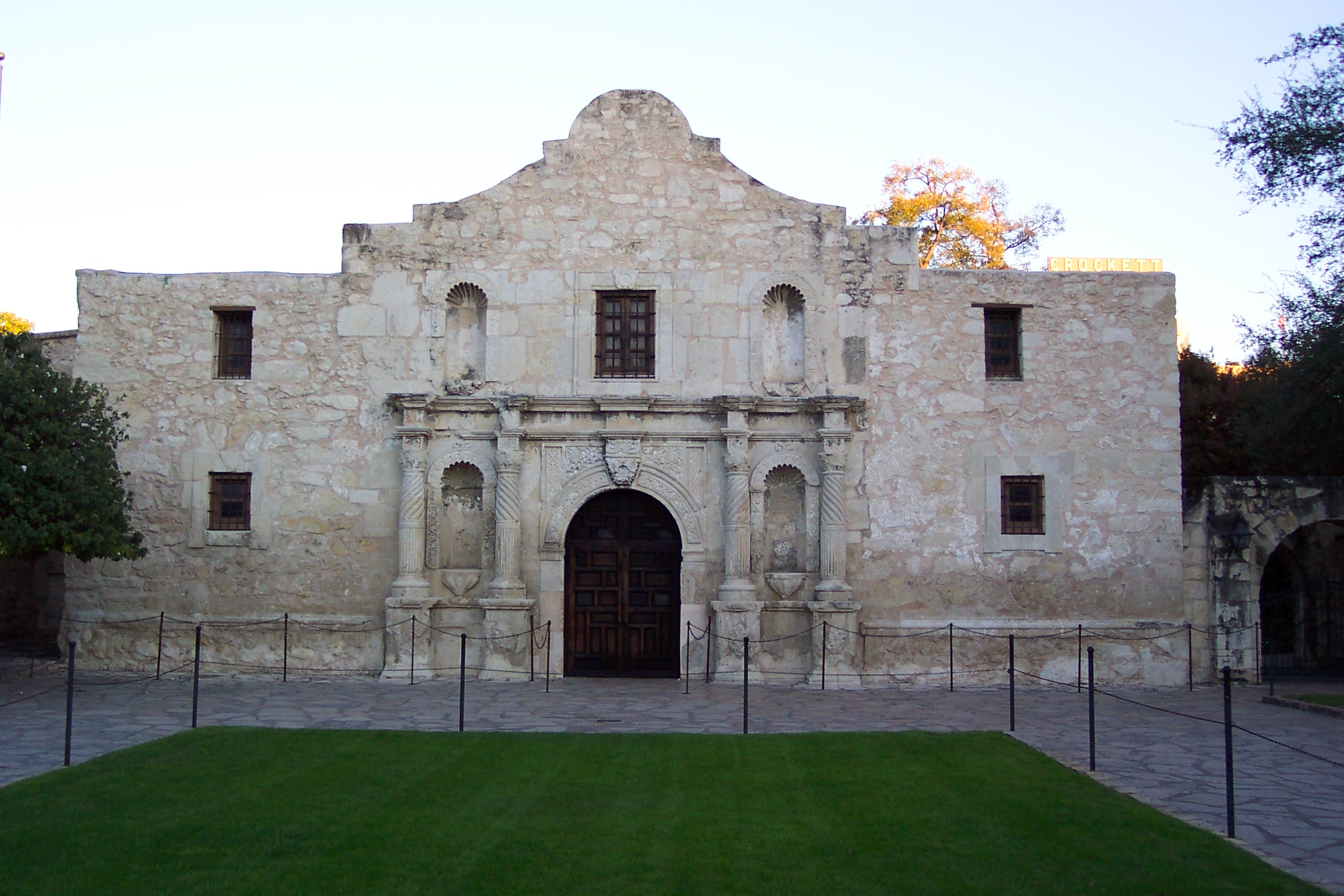
Миссия Аламо

Первыми европейскими постройками в Техасе была серия религиозных испанских миссий, которые строили католики, доминиканцы, иезуиты и францисканцы для распространения христианской доктрины среди индейцев, а также чтобы упрочить положение Испании на континенте. С появлением миссий в регионе также стали появляться европейские скот, фрукты, овощи и промышленность. В дополнение к президио (от испанского крепость) и пуэбло (город), миссии являлись третьим способом испанской короны расширить границы и объединить свои колонии. В общей сложности на территории будущего штата Техас в разное время находилось двадцать шесть миссий. Миссия Сан-Антонио-де-Валеро, ставшая известной после битвы при Аламо, является ярким примером архитектуры миссий той эпохи.
В каждом округе Техаса имеются федеральные окружные суды. Здания этих судов отражают различные стили архитектуры.

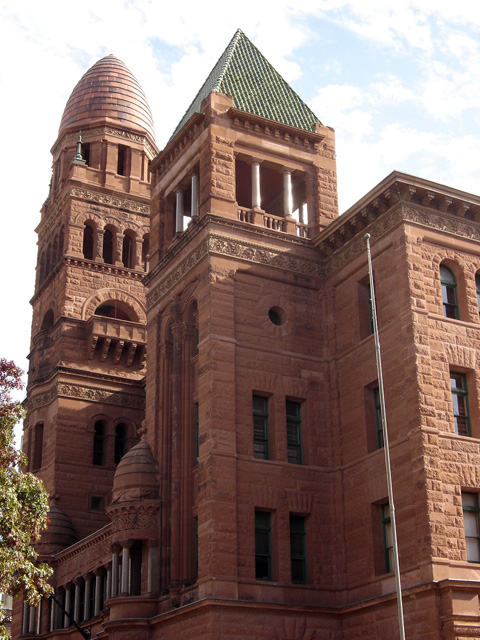
Здание окружного суда Бехара, построенное по проекту Джеймса Райли Гордона в неороманском стиле в 1892.
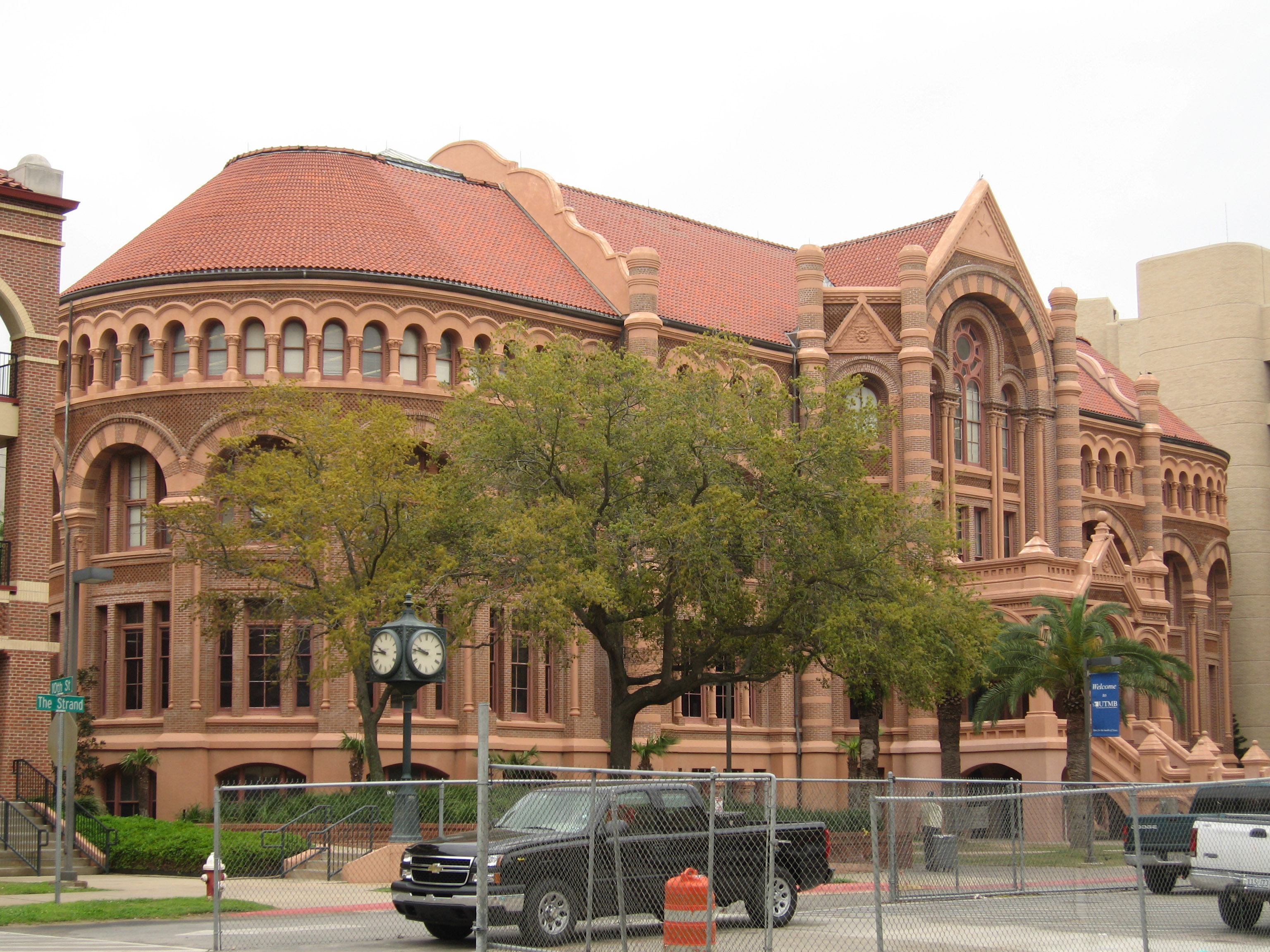
«Старое красное здание», построенное в 1891 году Николасом Клейтоном на территории медицинского отделения системы университетов Техаса в Галвестоне. Объявлено исторически важным объектом.

### Здание Капитолия

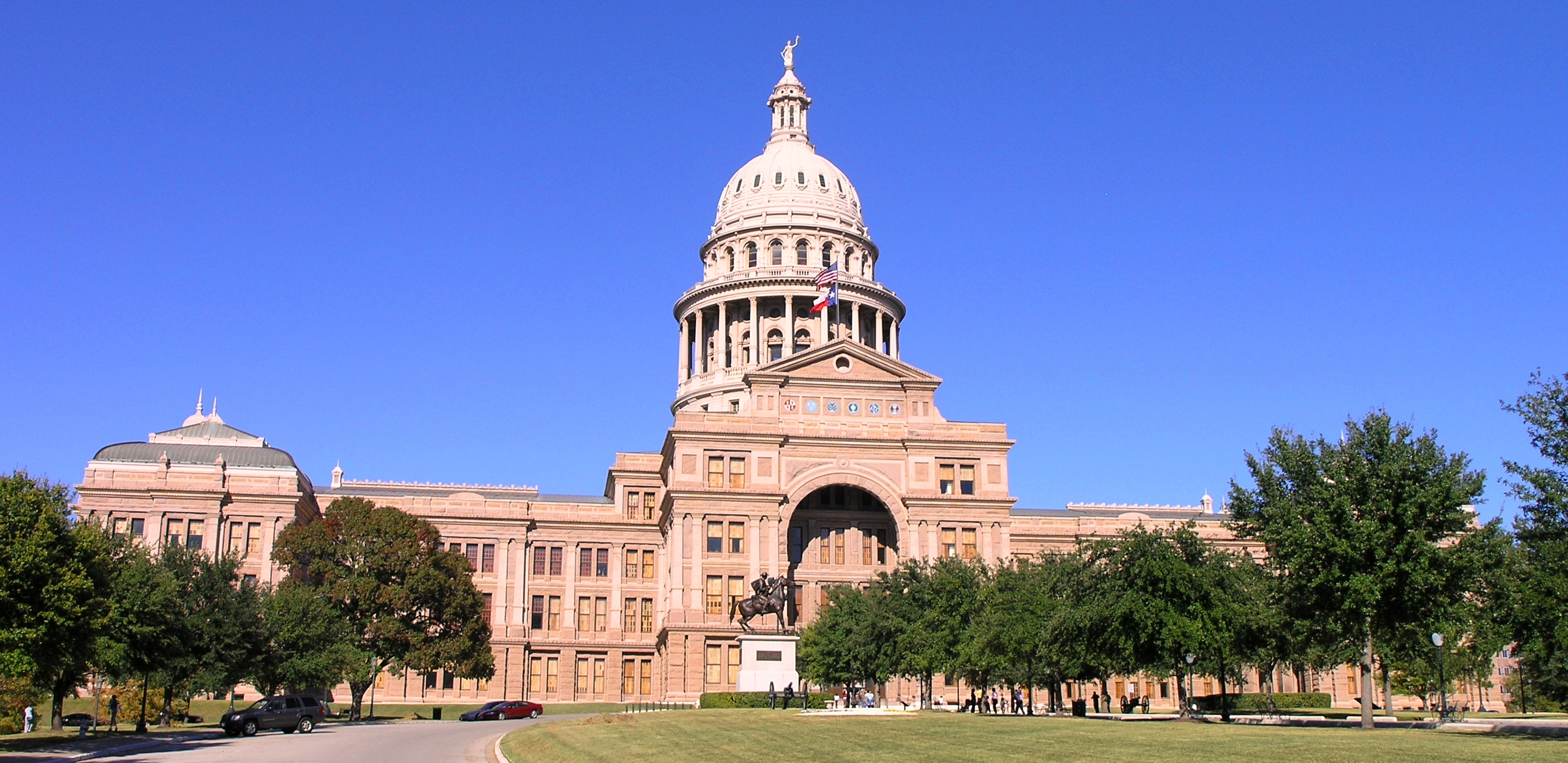
Капитолий штата Техас

Капитолий штата Техас расположен в городе Остин и служит зданием правительства Техаса. В здании находятся палаты парламента, а также офис губернатора Техаса. Первоначально разработанный Элайджей Майерсом, он был построен с 1882—1888 годах под руководством инженера-строителя Линдси Уокера. В 1993 году было произведено подземное расширение капитолия. Здание было добавлено в Национальный реестр исторических мест США в 1970 году и признано национальным историческим памятником в 1986 году. Это крупнейшее из зданий капитолиев штата, однако оно меньше, чем Национальный Капитолий, расположенный в Вашингтоне.

## Современная архитектура
В дополнение к зданиям традиционной архитектуры Техаса также стоит отметить уникальную архитектуру современных зданий штата. Свой вклад в архитектуру Техаса внесли многие архитекторы мирового класса и лауреаты притцкеровской премии. Фрэнк Ллойд Райт создал четыре здания в Техасе,, в то время как музей современного искусства, спроектированный Тадао Андо и художественный музей Кимбелл Луиса Кана являются одними из самых ярких достопримечательностей города Форт-Уэрт. Ряд выдающихся архитекторов, таких, как Бэй Юймин и Филип Джонсон имеют многочисленные работы по всему штату. Среди их известных произведений можно отметить водные сады Форт-Уэрта, музей Амона Картера, часовню святого Василия, симфонический центр Мейерсона и площадь Благодарения. В Остине особого внимания заслуживает здание библиотеки и музея Линдона Джонсона, которое спроектировал Гордон Буншафт (также лауреат притцкеровской премии), в то время как Стивен Холл, Роберт Стерн, Ричард Мейер, Сесар Пелли и другие легенды американской архитектуры проектировали здания, которые украшают Даллас, Хьюстон и их окрестности. Центр исполнительных искусств в Далласе, построенный Норманом Фостером, является одним из новейших архитектурных памятников в Техасе.
Некоторые объекты даже были плодом коллективного творчества знаменитых архитекторов. Так, музей изобразительных искусств в Хьюстоне был разработан лауреатом Притцкеровской премии Рафаэлем Монео, ландшафтным архитектором Исаму Ногути, а также приверженцем архитектурного модернизма Людвигом Мис ван дер Роэ.

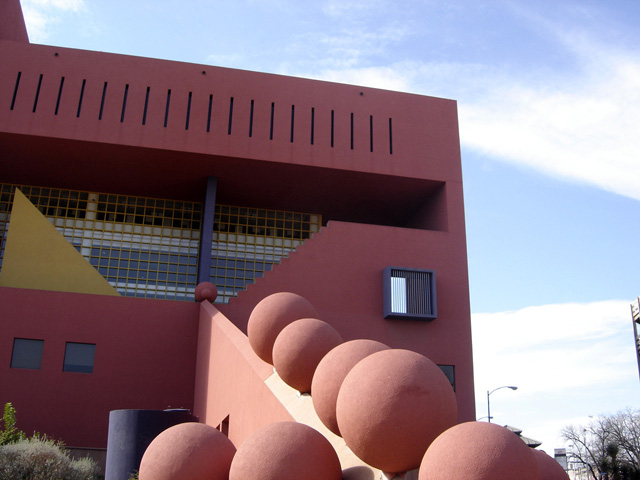
Общественная библиотека Сан-Антонио, построенная по проекту Рикардо Легоретты, является примером архитектуры постмодернизма в Техасе.
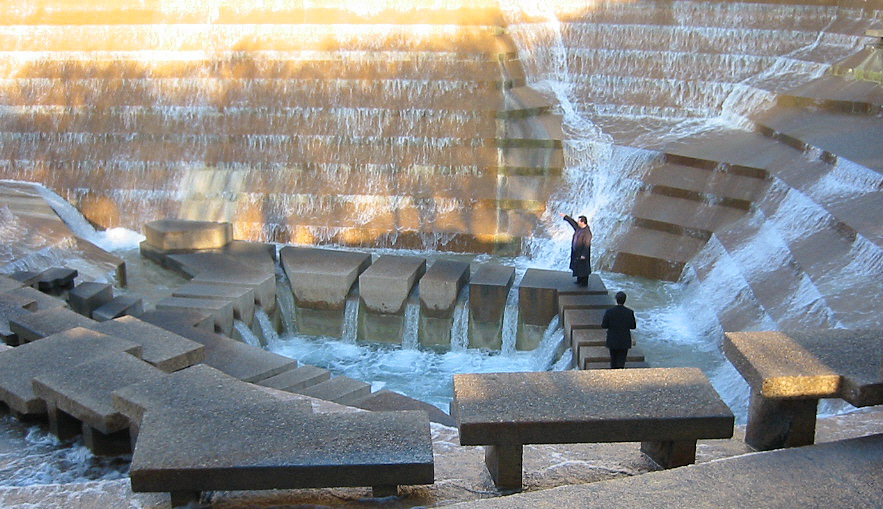
Шедевр Филипа Джонсона: Водные сады Форт-Уэрт.

## Панорамные виды
В Техасе также находится несколько небоскрёбов из числа самых высоких в США. Панорама Хьюстона заняла четвёртое место в списке самых впечатляющих по ширине и высоте в Соединённых Штатах. При этом даунтаун Хьюстона является третьим по высоте в США являющимся третьим по высоте в стране и до 2011 года был одним из 10 высочайших в мире, однако, поскольку он растянут несколько миль, большинство фотографий города показывают только самую середину города. Хьюстон имеет систему туннелей и переходов между зданиями в центре города. Туннельная система также включает в себя магазины, рестораны, и магазины.

Восемь самых высоких зданий в Техасе
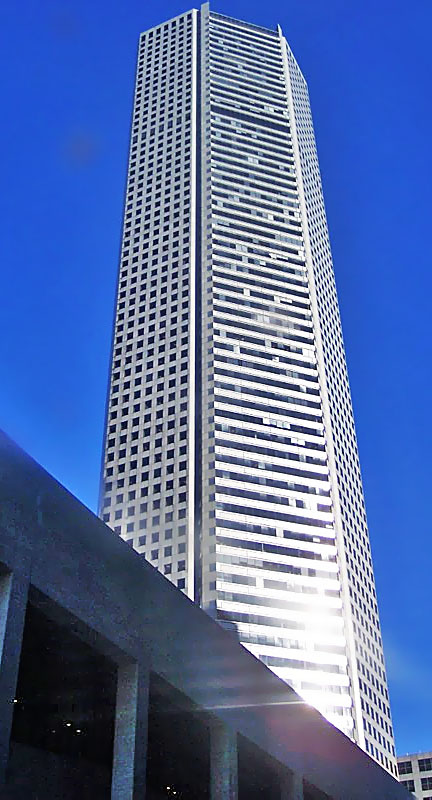
1. Башня JPMorgan Chase Хьюстон
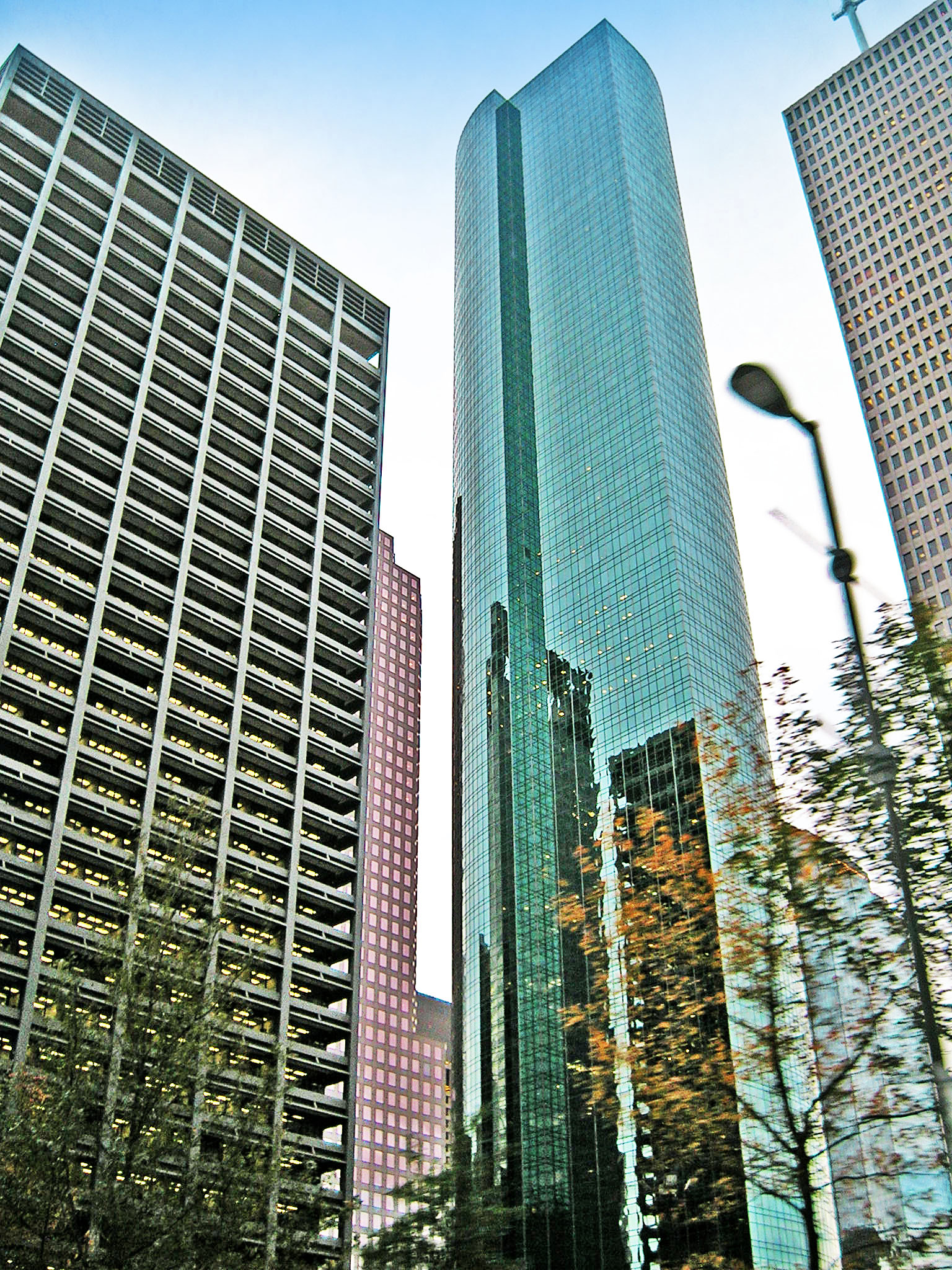
2. Wells Fargo Plaza Хьюстон
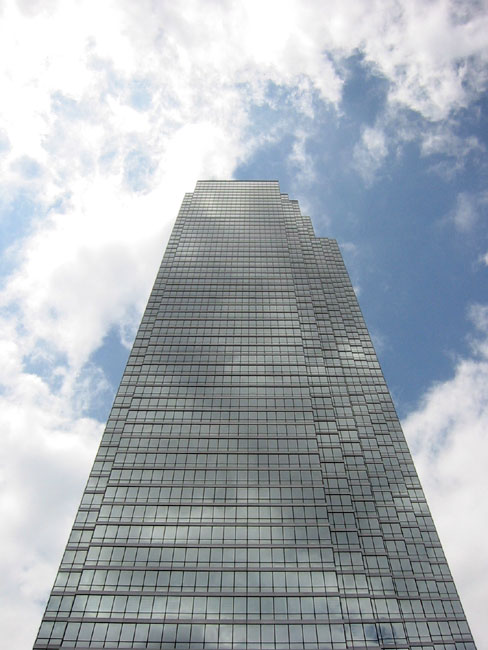
3. Bank of America Plaza Даллас
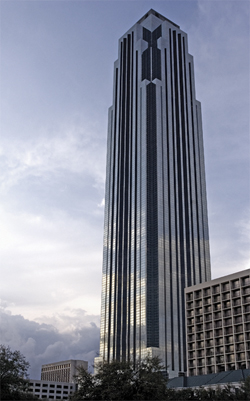
4. Williams Tower Хьюстон
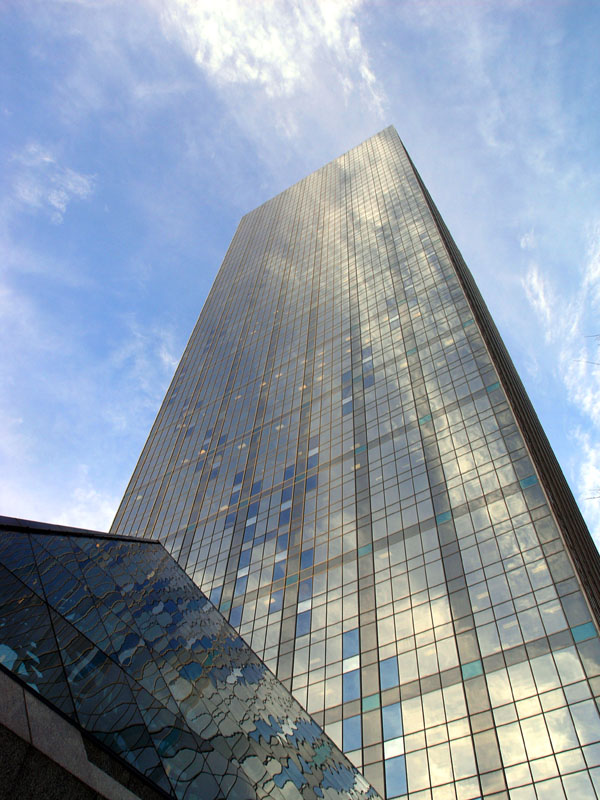
5. Renaissance Tower Даллас
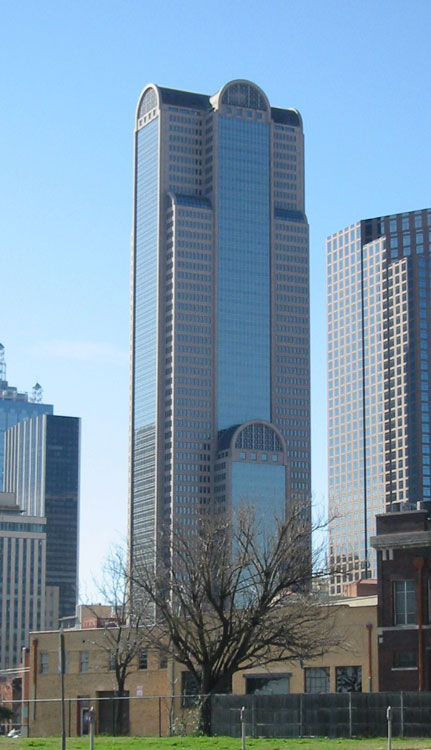
6. Comerica Bank Tower Даллас
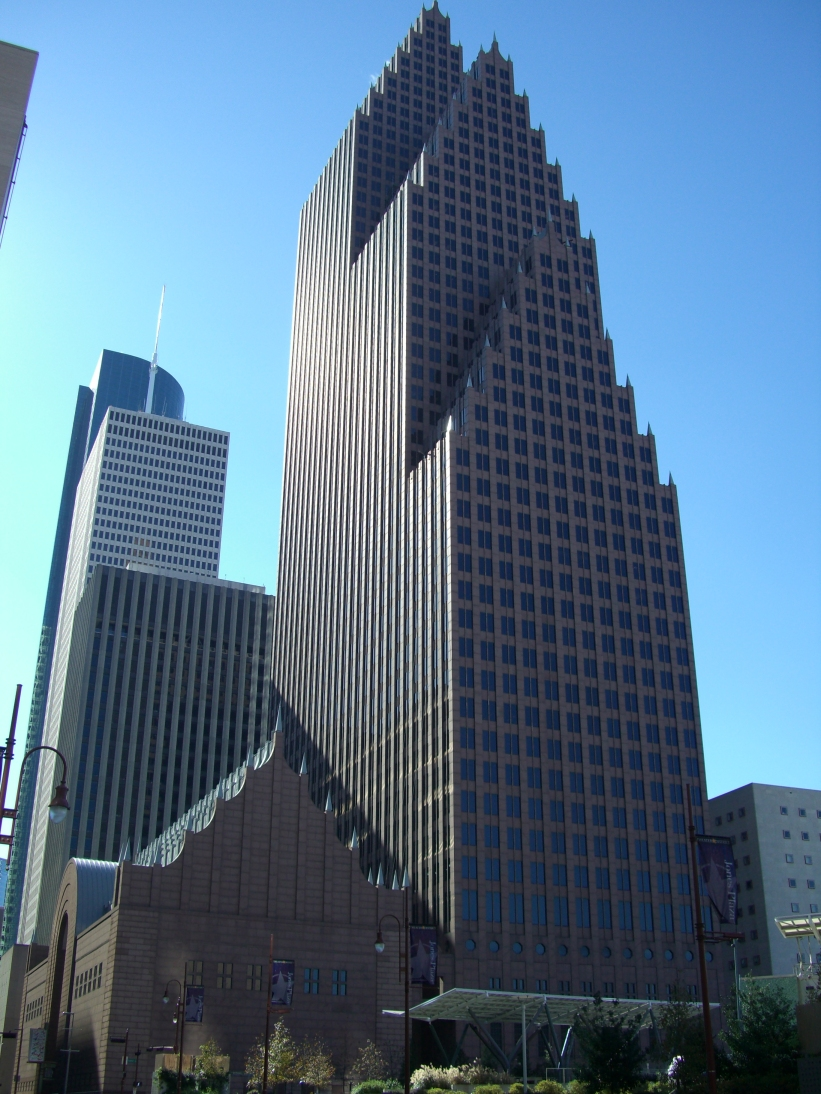
7. Bank of America Center Хьюстон
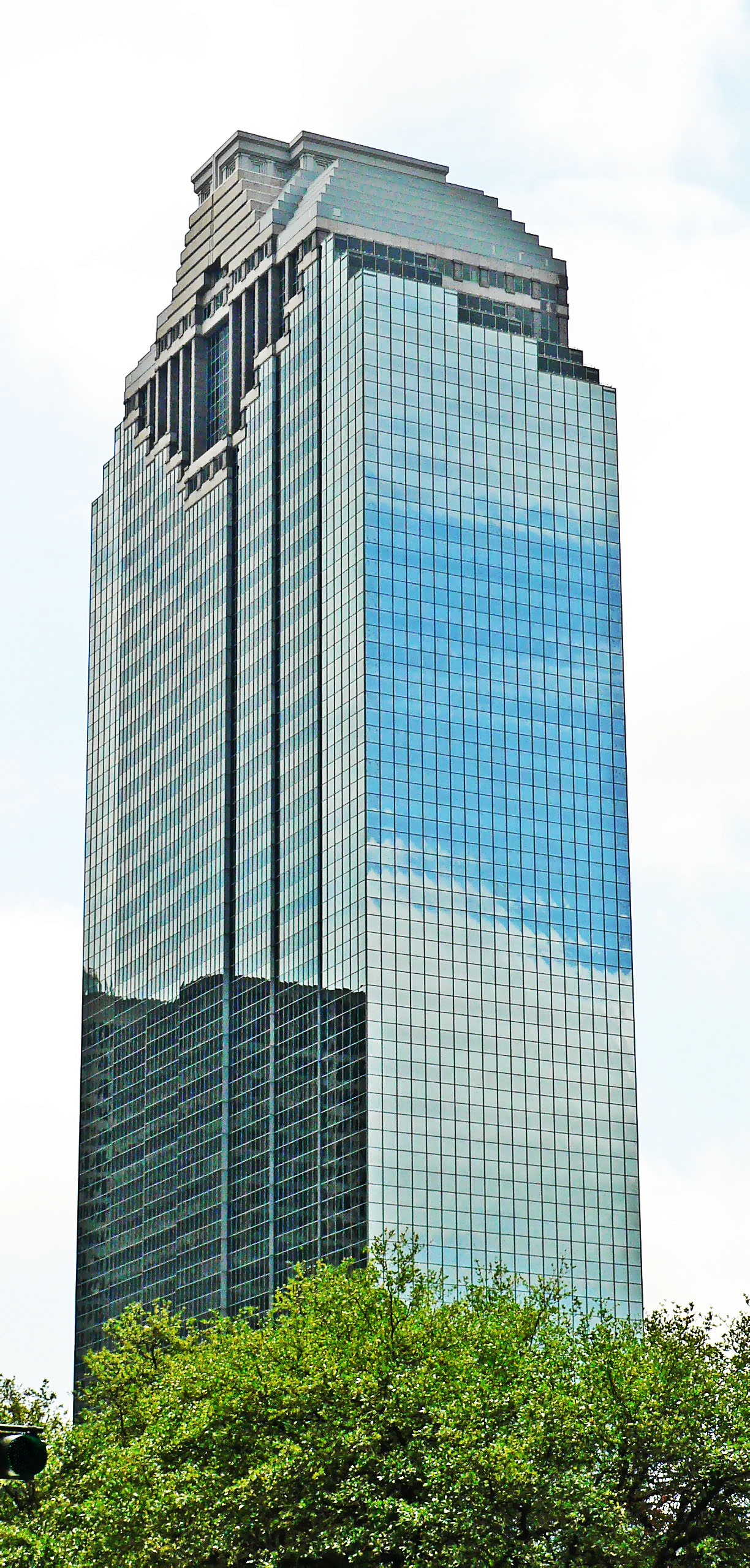
8. Heritage Plaza Хьюстон

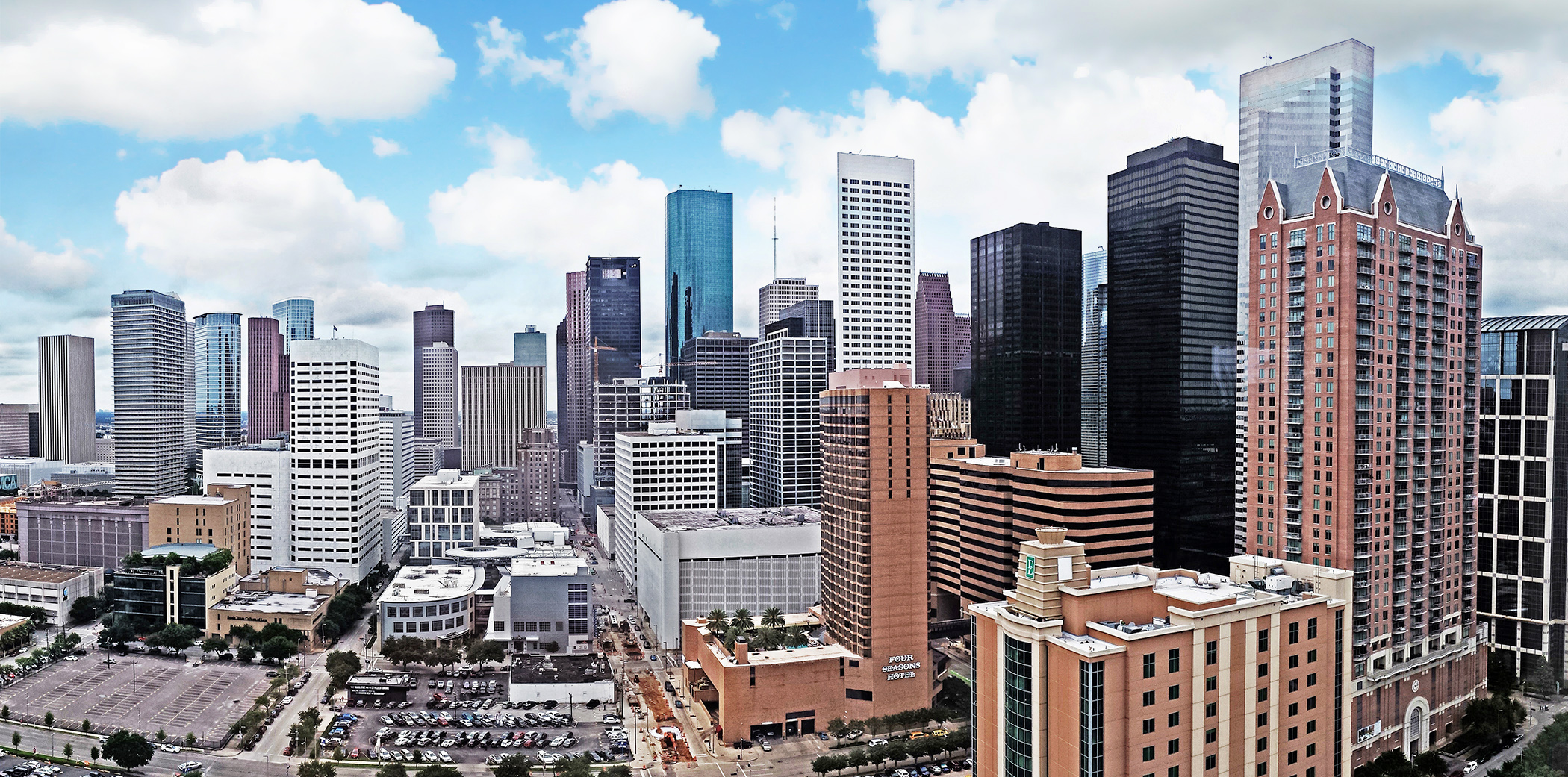
Вид на центр Хьюстона